# Buffy the Vampire Slayer: Wrath Of The Darkhul King
«Баффи — истребительница вампиров: Гнев Короля Дархула» (англ. Buffy the Vampire Slayer: Wrath Of The Darkhul King) — видеоигра 2003 года, третья в серии игр по мотивам успешного мистического телесериала «Баффи — истребительница вампиров».

## Сюжет
Действие игры происходит во время 4 сезона шоу. Патрулируя кладбище, Баффи сталкивается с двумя приспешниками Джентльменов. Вскоре она узнаёт, что демоны объединились с киборгом Адамом и строят зловещие планы относительно жителей Саннидэйла.

## Персонажи и враги
В игре появляются Баффи, Уиллоу, Ксандер, Джайлз, Райли и киборг Адам (в качестве злодея).

## Уровни
Всего в игре 16 уровней:
- Патрулирование (англ. Patrol)
- Музей (англ. Museum)
- Снова патрулирование (англ. More Patrolling)
- Кладбище и склеп (англ. Cemetery & Crypt Patrol)
- Лес (англ. The Forest)
- Стройка (англ. The Industrial Park)
- Больница (англ. The Hospital)
- Подвал больницы (англ. Hospital Basement)
- Снова в лесу (англ. Back To The Forest)
- Университет (англ. College Campus)
- Школа (англ. School Patrol)
- Под склепом (англ. Bottom Of The Crypt)
- Снова стройка (англ. Back to the Industrial Park)
- Пещеры храма теней (англ. Cave To The Temple Of Shadows)
- Вход в храм (англ. Temple Entrance)
- Храм теней (англ. The Temple Of Shadows)

## Оценки
| Сводный рейтинг | Сводный рейтинг |
| Агрегатор       | Оценка          |
| --------------- | --------------- |
| GameRankings    | 49,70 %         |